# Mathieu François Maxence Audouard
Pour les articles homonymes, voir Audouard.
Mathieu François Maxence Audouard, né le 29 juillet 1776 à Castres et mort le 6 janvier 1856 à Paris, est un médecin français. Il s’est opposé à Nicolas Chervin, connu pour avoir voué sa vie à établir la non-contagion de la fièvre jaune.

## Carrière
Il fait ses études à la Faculté de médecine de Montpellier avec la thèse intitulée « Du tétanos », et se consacre ensuite à la carrière militaire. Il écrit des Notices historiques sur la vie et les ouvrages de Jean Izard et Observations pratiques sur les bons effets du quinquina du contre la goutte et fait des observations à propos du paludisme, dont il fait des publications à partir de sa pratique dans les hôpitaux militaires l'armée française en Italie.

## Distinctions
- Officier de la Légion d'honneur

## Publications
- Des notices historiques sur la vie et les ouvrages de MM. Icard, de Castres, chirurgien, professeur d'accouchement, de Carrere, professeur de médecine de Perpignan, et de Ferrier, médecin Narbonne, Diss., Annales de la Soc. de med. prat. de Montpellier 1807.
- Observations pratiques sur les bons effets du quinquina contre la goutte, Annales de la Soc. de med. prat. de Montpellier 1807.
- Nouvelle therapeutique des fievres intermittentes etc., Paris, 1812.
- Reponse au discours de M. Chervin, contre le rapport... sur mes documens concernant la fièvre jaune, 1827.

## Sources
- August Hirsch, Biographisches Lexikon der hervorragenden Aerzte aller Zeiten und Völker, Paris, 1884 (lire en ligne).